# Uljanički Brijeg
Uljanički Brijeg – wieś w Chorwacji, w żupanii bielowarsko-bilogorskiej, w mieście Garešnica. W 2011 roku liczyła 26 mieszkańców.